# 79130 Bandanomori
79130 Bandanomori este un asteroid din centura principală de asteroizi.

## Descriere
79130 Bandanomori este un asteroid din centura principală de asteroizi. A fost descoperit pe 26 octombrie 1990 la Geisei de Tsutomu Seki. Asteroidul prezintă o orbită caracterizată de o semiaxă mare de 2,46 ua, o excentricitate de 0,17 și o înclinație de 9,3° în raport cu ecliptica.